# Джоузеф Клейтън Кларк
Джоузеф Клейтън Кларк (на английски: Joseph Clayton Clark), използвал псевдонима Кид (Kyd), е британски художник, илюстратор, известен с илюстрациите си на герои от романите на Чарлз Дикенс. Илюстрациите на Кларк са публикувани в списания и са продавани като акварели, а не са включвани в изданията на романите. Кларк е продуктивен дизайнер на цигарени картички, пощенски картички и карти за игра и работи един ден в списание „Пънч“.

## Биография
Роден е в 1856 или 1857 година в Пийл на остров Ман в семейството на Лорис и Илайза Кларк.
В 1887 година Кларк започва да илюстрира героите на Дикенс за списание „Флийт Стрийт Магазин“ и скоро след това се появяват две колекции: „Героите на Чарлз Дикенс“ (1889) и „Някои добре известни герои от творбите на Чарлз Дикенс“ (1892). Тези скици на герои стават популярна поредица от пощенски картички. От 1927 година Кларк изкарва прехраната си, създавайки акварелни скици на героите на Дикенс, които се продават чрез лондонската книжна търговия и стават обект на колекциониране. 598 рисунки на Кларк са придобити от Британския музей, а друга голяма негова колекция има в Тексаския университет. Кларк е последният и най-продуктивен от дългата поредица илюстратори на Дикенс, като рисунките му са остроумни, гладки и технически отлично изпълнени.
Извън Дикенс, Кларк също илюстрира хумористични серии като „Някои типични читатели на вестници“ (около 1900), „Книгата и нейният четател“ и „Лондонски типове“.
Кларк се жени в 1889 година за Агнес Робъртс, с която има седем децата: Дора (р. 1891), Дейвид (ок.1892), Констанс Уинифред (1892), Грейс (1895), Джоузефин Агнес (1896), Роуз Франсис (1897), Джоузеф Сесил (1900). Около 1892 година Кларк се премества със семейството си в Чичестър в Западен Съсекс.
Кларк умира в Хамърсмит, Лондон, в 1937 година.
Първият му биограф Ричърд Сойър пише в 1983 година:
{{цитат|Като характер Кид подражаваше на героиете на Дикенс и неговите собствени илюстрации - малко по-големи от живота. В своя стил и облекло беше леко крещящ за периода... Рядко променяше облеклото си от сив костюм, гамаши, хомбургска шапка, ръкавици и никога не беше без карамфил или друго цвете в илика.

## Галерия
- „Някои типични читатели на вестници“, Лондон, около 1900 г.
- Читател на „Ира“
- Читател на „Дейли Мейл“
- Читател на „Дейли Нюз“
- Читател на „Рефърии“
- Читател на „Таймс“
- Читател на „Стар“
- Читател на „Спортинг Таймс“